# AKB48 선발 총선거
《AKB48 선발 총선거》(AKB48選抜総選挙)는 매년마다 개최하는 AKB48의 싱글 선발 멤버를 뽑는 선거이다. 이 선거의 상위 16위까지의 멤버가 싱글 선발 멤버가 된다.

## 개요
2009년 7월 28일에 아카사카 BLITZ에서 개표된 
AKB48 13th 싱글 선발 총선거“일본어: AKB48 13thシングル 選抜総選挙
「神様に誓ってガチです」”로부터 시작되었다.
일본 공직선거법에 기초를 두어서 실시되는 선거와 마찬가지로 선거 포스터가 만들어지며 AKB48 극장의 로비나 이동 복도 등에 게시된다.

## 선발 범위
상위 16명이 선발 멤버로 선발되며, 싱글의 타이틀 곡을 부르는 권리를 얻는다. 
17 ~ 32위에 들어간 멤버는 커플링 곡을 담당하며 ‘언더 걸즈’라고 불린다. 

## 후보자
소속 팀은 선거 개최 시점
- AKB48
- SKE48
- NMB48
- HKT48
- NGT48
- STU48

이상, 연구생을 포함함 거의 모든 멤버 (단. 졸업 및 졸업예정자는 제외) 

## 역대 총선거
- AKB48 13th 싱글 선발 총선거 (1회/2009년)
- AKB48 17th 싱글 선발 총선거 (2회/2010년)
- AKB48 22nd 싱글 선발 총선거 (3회/2011년)
- AKB48 27th 싱글 선발 총선거 (4회/2012년)
- AKB48 32nd 싱글 선발 총선거 (5회/2013년)
- AKB48 37th 싱글 선발 총선거 (6회/2014년)
- AKB48 41st 싱글 선발 총선거 (7회/2015년)
- AKB48 45th 싱글 선발 총선거 (8회/2016년)
- AKB48 49th 싱글 선발 총선거 (9회/2017년)
- AKB48 53rd 싱글 선발 총선거 (10회/2018년)

## 1위 멤버 종합
| 횟수 | 이름          | 최종 소속 | 연도                   | 각 연도별 득표수                           |
| 4회  | 사시하라 리노 | HKT48 팀H | 2013, 2015, 2016, 2017 | 150,570표, 194,049표, 243,011표, 246,376표 |
| 2회  | 마에다 아츠코 | AKB48 팀A | 2009, 2011             | 4630표, 139,982표                          |
| 2회  | 오시마 유코   | AKB48 팀K | 2010, 2012             | 31,448표, 108,837표                        |
| 1회  | 와타나베 마유 | AKB48 팀B | 2014                   | 159,854표                                  |
| 1회  | 마츠이 쥬리나 | SKE48 팀S | 2018                   | 194,453표                                  |

## 카미 7
각 총선거 상위 7인을 부르는 말로서, 이들 7인이 그룹 활동의 중심에 서게 된다.
| 순위   | 1위           | 1위       | 2위           | 2위       | 3위             | 3위       | 4위             | 4위       | 5위             | 5위       | 6위             | 6위       | 7위             | 7위       |
| 순위   | 이름          | 전회 대비 | 이름          | 전회 대비 | 이름            | 전회 대비 | 이름            | 전회 대비 | 이름            | 전회 대비 | 이름            | 전회 대비 | 이름            | 전회 대비 |
| ------ | ------------- | --------- | ------------- | --------- | --------------- | --------- | --------------- | --------- | --------------- | --------- | --------------- | --------- | --------------- | --------- |
| 2009년 | 마에다 아츠코 |           | 오시마 유코   |           | 시노다 마리코   |           | 와타나베 마유   |           | 타카하시 미나미 |           | 코지마 하루나   |           | 이타노 토모미   |           |
| 2010년 | 오시마 유코   | (+1)      | 마에다 아츠코 | (-1)      | 시노다 마리코   | (-)       | 이타노 토모미   | (+3)      | 와타나베 마유   | (-1)      | 타카하시 미나미 | (-1)      | 코지마 하루나   | (-1)      |
| 2011년 | 마에다 아츠코 | (+1)      | 오시마 유코   | (-1)      | 카시와기 유키   | (+5)      | 시노다 마리코   | (-1)      | 와타나베 마유   | (-)       | 코지마 하루나   | (+1)      | 타카하시 미나미 | (-1)      |
| 2012년 | 오시마 유코   | (+1)      | 와타나베 마유 | (+3)      | 카시와기 유키   | (-)       | 사시하라 리노   | (+5)      | 시노다 마리코   | (-1)      | 타카하시 미나미 | (+1)      | 코지마 하루나   | (-1)      |
| 2013년 | 사시하라 리노 | (+3)      | 오시마 유코   | (-1)      | 와타나베 마유   | (-1)      | 카시와기 유키   | (-1)      | 시노다 마리코   | (-1)      | 마츠이 쥬리나   | (+3)      | 마츠이 레나     | (+3)      |
| 2014년 | 와타나베 마유 | (+2)      | 사시하라 리노 | (-1)      | 카시와기 유키   | (+1)      | 마츠이 쥬리나   | (+2)      | 마츠이 레나     | (+2)      | 야마모토 사야카 | (+8)      | 시마자키 하루카 | (+5)      |
| 2015년 | 사시하라 리노 | (+1)      | 카시와기 유키 | (+1)      | 와타나베 마유   | (-2)      | 타카하시 미나미 |           | 마츠이 쥬리나   | (-1)      | 야마모토 사야카 | (-)       | 미야와키 사쿠라 | (+4)      |
| 2016년 | 사시하라 리노 | (-)       | 와타나베 마유 | (+1)      | 마츠이 쥬리나   | (+2)      | 야마모토 사야카 | (+2)      | 카시와기 유키   | (-3)      | 미야와키 사쿠라 | (+1)      | 스다 아카리     | (+11)     |
| 2017년 | 사시하라 리노 | (-)       | 와타나베 마유 | (-)       | 마츠이 쥬리나   | (-)       | 미야와키 사쿠라 | (+2)      | 오기노 유카     | (+90)     | 스다 아카리     | (+1)      | 요코야마 유이   | (+4)      |
| 2018년 | 마츠이 쥬리나 | (+2)      | 스다 아카리   | (+4)      | 미야와키 사쿠라 | (+1)      | 오기노 유카     | (+1)      | 오카다 나나     | (+4)      | 요코야마 유이   | (+1)      | 무토 토무       |           |